# ハインツ・ロンドン
ハインツ・ロンドン（Heinz London, 1907年11月7日 - 1970年8月3日）は、ドイツ生まれの物理学者である。低温物理学の分野に貢献した。

## 生涯
ボンのユダヤ系の家に生まれた。物理学者のフリッツ・ロンドンは兄である。ベルリン工科大学、ミュンヘン大学、ブレスラウ大学で学んだ後、ナチ党の権力掌握に伴って1934年にイギリスに渡り、オックスフォード大学で研究した。第二次世界大戦の後半にはイギリスの原爆プロジェクトに参加した。ハインツ・ロンドンの業績は1951年に3He-4He希釈冷凍法の原理を発明したことで10−3Kに達する極低温領域の冷却法のひとつとなった。
1959年サイモン記念賞受賞、1961年王立協会フェロー選出。